# Мурильо, Педро Доминго

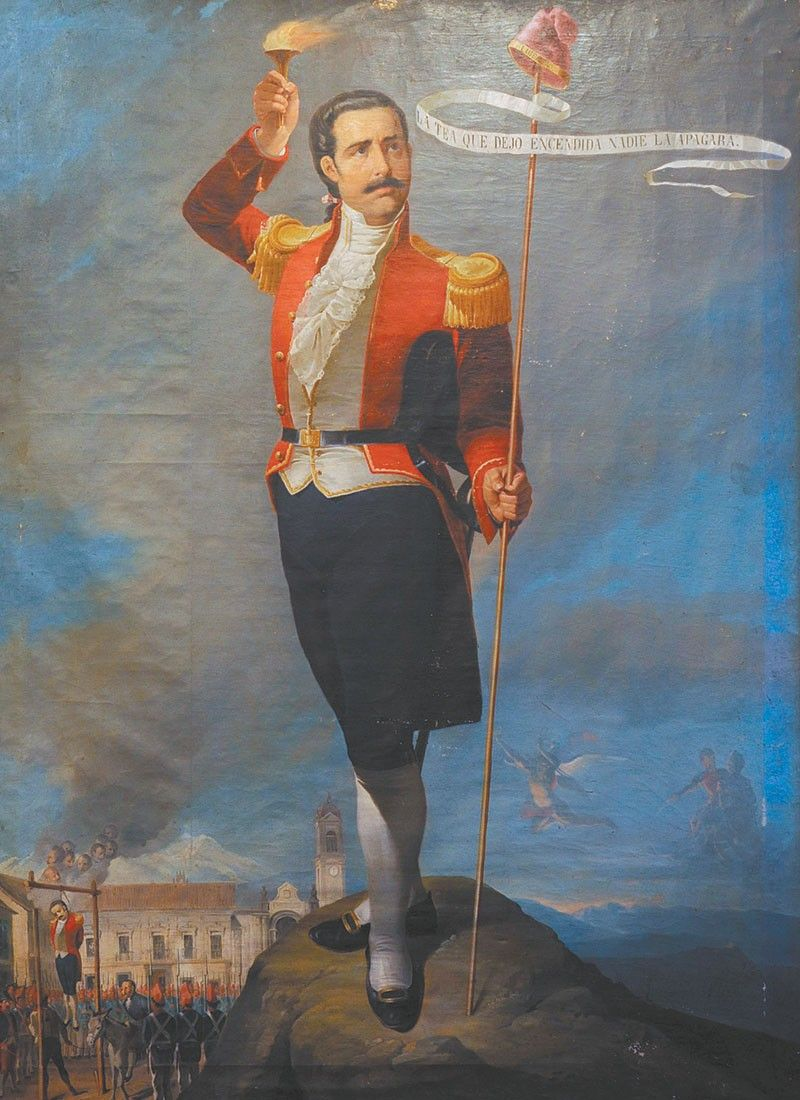
Казнь Педро Доминго Мурильо

Педро Доминго Мурильо Карраско (исп. Pedro Domingo Murillo Carrasco; 17 сентября 1757, Вице-королевство Рио-де-ла-Плата — 29 января 1810, Ла-Пас, Вице-королевство Рио-де-ла-Плата) — политик, юрист, видный деятель Войны за независимость испанских колоний в Америке, Южноамериканский патриот, сыгравший ключевую роль в обретении Боливией независимости.

## Биография
Юридическое образование получил в Королевском и Папском университете Святого Франциска Ксаверия в Сукре. Был свидетелем восстания Тупака Амару II.
В 1809 году сам возглавил группу повстанцев, которые организовали заговор и выступили против испанских властей 16 июля 1809 года. Несколько дней спустя они обнародовали «Прокламацию совета», в который выразили стремление к освобождению земель Верхнего Перу от Испанской империи.
После революции 16 июля 1809 года роялисты направили войска для подавления восстания в Ла-Пасе, входящего в состав вице-королевства Перу.
С 16 июля 1809 по 30 сентября 1809 года возглавлял первое правительство нынешней Боливии — был Председателем хунты (Junta Tuitiva).
Полковник Мурильо с 1000 революционеров смело сражался с роялистами. Потерпев поражение, отправился в горы недалеко от Ла-Паса, но там был взят в плен правительственными войсками, судим и повешен.
Перед казнью его словами были:

Соотечественники, я умираю, но факел, который я оставляю зажженным, никто не потушит, да здравствует свобода!

## Память

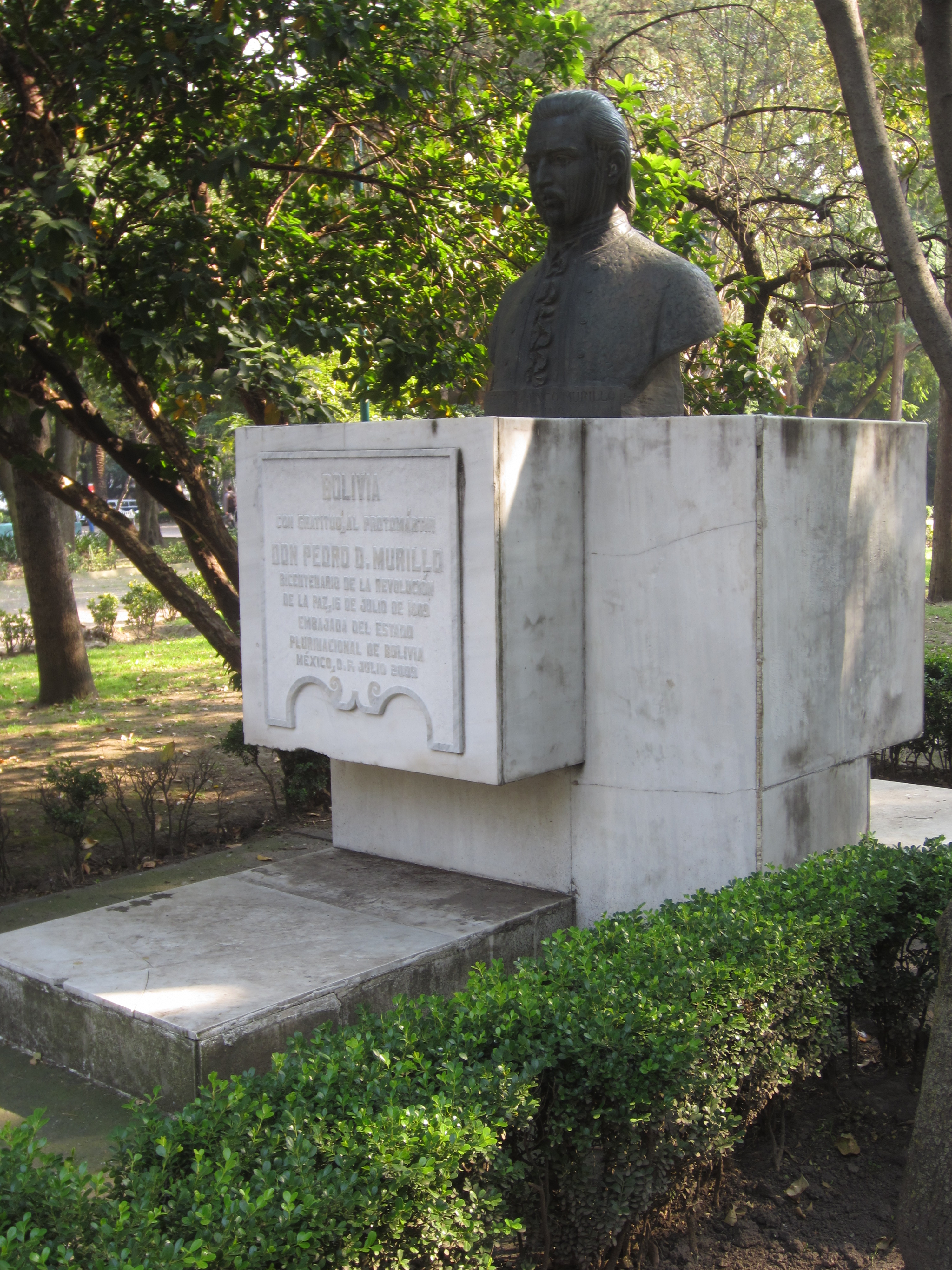
Бюст Мурильо в American Park в Мехико

- В Ла-Пасе на площади названной его именем установлен монумент Мурильо.
- Названа провинция Педро-Доминго-Мурильо в Боливии[2]